# Jean-Louis de Rambures
Jean-Louis de Rambures właściwie Jean-Louis Vivomte de Bretizel Rambures (ur. 19 maja 1930 w Paryżu, zm. 20 maja 2006 w Vaudricourt (Somma)) – francuski dziennikarz, autor, tłumacz i attaché kulturalny. 

## Życiorys
Syn Lucille Calogera, Brazylijki, i hrabiego Graf Bernard de Bretizel Rambures, pochodzącego z regionu Picardie. Władał nie tylko językami rodziców portugalskim i francuskim, już w młodych latach miał kontakt z językiem niemieckim oraz literaturą niemiecką, którą następnie tłumaczył z wielkim sukcesem. Po nauce w szkołach w Toulouse i Paryżu podjął studia na uniwersytecie w Paryżu oraz Tübingen, które ukończył „Diplom de l’Institut d’Etudes Politiques de Paris“, „Licence en droit“ jak również „Licence d’allemand“. W roku 1958 podjął pracę w redakcji miesięcznika „Realités“, gdzie opublikował wiele portretów artystów, np. Herberta von Karajana, Karlheinza Stockhausena, Luchino Viscontiego i in. Od roku 1968 był autorem magazynu o sztuce Connaissances des Arts, L’Express i dziennika Le Monde, który publikował jego artykuły przez ponad 25 lat. Szczególne zainteresowanie poświęcał metodzie pracy autorów oraz tworzeniu literatury. W związku z tym nawiązał kontakt z licznymi pisarzami swej epoki, różnorodni autorzy z kolei jak np. Roland Barthes, Julien Gracq, Jean-Marie Gustave Le Clézio, Hélène Cixous, Herta Müller, Ernst Jünger, Thomas Bernhard, Günter Grass, Heinrich Böll i wielu innych zareagowali na ten kontakt przyjmując go na rozmowy. Z rozmów tych wyłoniło się jego główne dzieło „Comment travaillent les écrivains“ („Jak pracują pisarze“, Flammarion, Paryż 1978), zawierające rozmowy z dwudziestopięcioma autorami. Praca ta została przełożona na język japoński oraz ukazała się w Tokio w roku 1979 (Chuokoron-sha, Inc. Tokyo). Od początku lat siedemdziesiątych de Rambures pracował również jako attaché kulturalny Francji w Bonn, natomiast od roku 1975 w dziale kultury Ministerstwa do spraw zagranicznych Francji.
Od 1987 do 1995 r. był dyrektorem Institut français, na początku w Saarbrücken a następnie we Frankfurcie nad Menem. Sławę zdobył również jako tłumacz, Paul Nizon zawdzięcza mu szczególnie dostęp do francuskich czytelników.

## Wyróżnienia
- Chevalier des Arts et des Lettres
- Order Zasługi Republiki Federalnej Niemiec I klasy

## Opracowania
- Comment travaillent les écrivains (Jak pracują pisarze, Flammarion, Paryż 1978)